# 리코에이션 게임
리코에이션 게임(REKOEITION)은 코에이가 제창한 롤플레잉 게임과 시뮬레이션 게임의 개념을 융합한 게임의 총칭으로, 양자의 특징을 함께 가진 자유도가 높은 작품이 많다. 1988년 발매된 《유신의 폭풍(維新の嵐)》이 최초의 작품이며, 이후 다양한 작품이 제작되었다. 2004년 발매된 《태합입지전V》가 현재 최후에 발매된 작품이 되어 있다.

## 작품
- 유신의 폭풍 시리즈
- 대항해시대 시리즈
- 태합입지전 시리즈
- 이가 닌자의 길 타도 노부나가(伊忍道 打倒信長)
- 젤드너 실트(Söldnerschild)
- 신들의 대지 고지키 외전(神々の大地 古事記外伝)
- 프로제네타

이 외에 삼국지 영걸전도 리코에이션 게임으로 발매되었지만, 후에 영걸전 시리즈로 독립해, 같은 시리즈의 첫 번째 작품이 되었다.